# Тихонов, Валерий Николаевич
Вале́рий Никола́евич Ти́хонов (род. 18 ноября 1965) — советский и российский футболист.
В первенстве СССР играл за команды второй (1988—1989) и второй низшей (1990—1991) лиг «Спартак» Орёл (1988—1989), «Спартак» Кокчетав (1990), «Горняк» Хромтау. В 1992 за «Горняк» в чемпионате Казахстана провёл 29 игр, забил один гол. Играл за любительские клубы Орла «Кодры» (1994), «Наш Союз» (1996) и «Ливны» Ливны (1998). В 1997 году выступал во втором дивизионе за «Орёл».